# TU Андромеды
TU Андромеды (лат. TU Andromedae), HD 2890 — одиночная переменная звезда в созвездии Андромеды на расстоянии приблизительно 2068 световых лет (около 634 парсеков) от Солнца. Видимая звёздная величина звезды — от +13,5m до +7,5m.

## Характеристики
TU Андромеды — красная пульсирующая переменная звезда, мирида (M) спектрального класса M5e или M6e. Масса — около 1,1 солнечной, светимость — в среднем около 5300 солнечных. Эффективная температура — около 3298 K.